# 共和国広場 (ローマ)

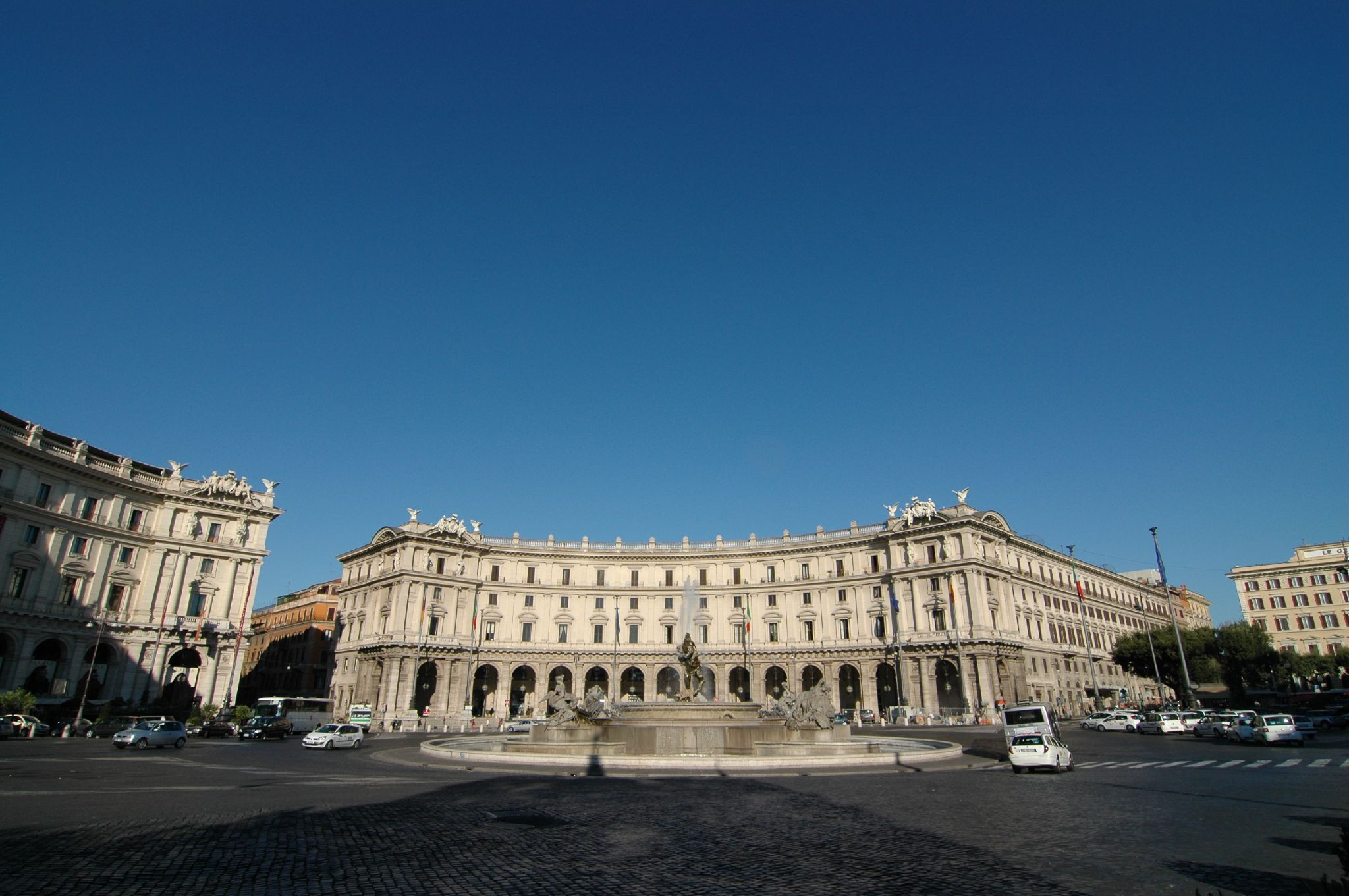
共和国広場

共和国広場 (Piazza della Repubblica) は、ローマにある広場で、ディオクレティアヌス浴場の前、ローマ・テルミニ駅からそう遠くない所にある。 16世紀終わりまでは「エゼドラ広場」と呼ばれていて、今でも地元ではそう呼ばれる。広場からは街の主な通りの一つナツィオナーレ通りが出ている。

## エゼドラ広場

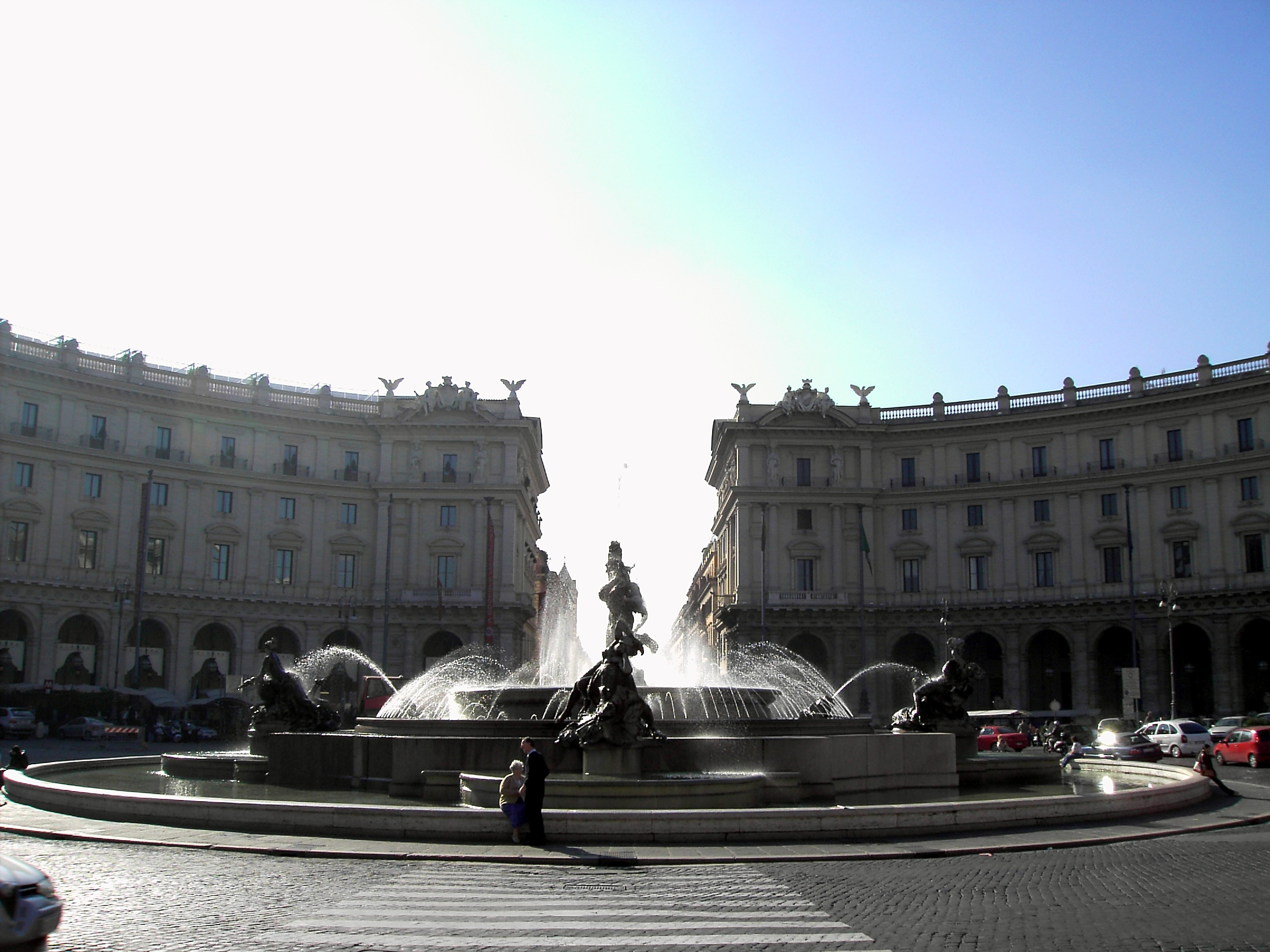
広場中心にある「ナイアディの噴水」

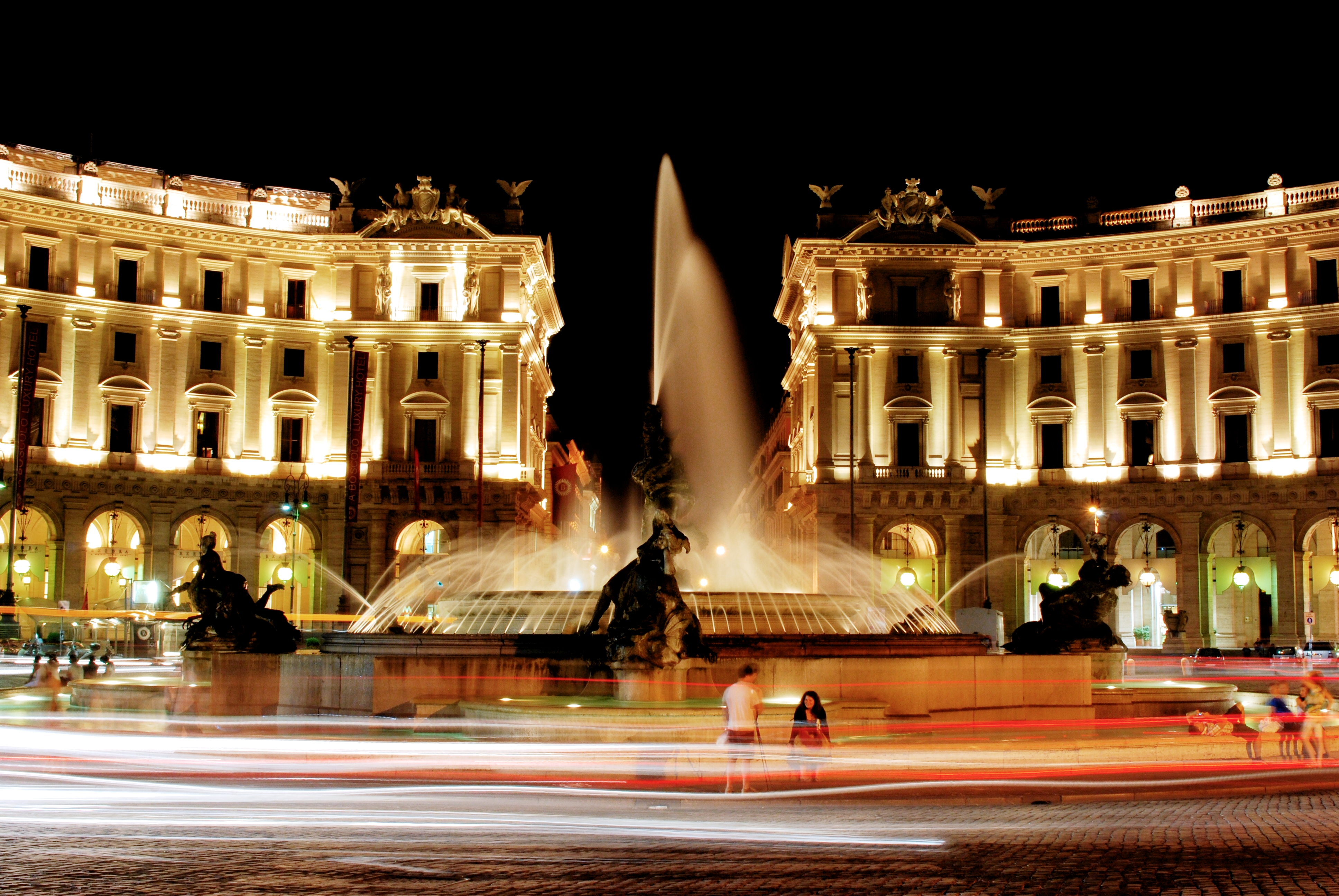
広場中心にある「ナイアディの噴水」の夜

今でもまだ一般的な広場の古い名前で、ディオクレティアヌス浴場の大きな半円形の柱廊（エゼドラ）を元に広場が造られた事を示している。
1887年-98年のガエターノ・コクの作品となる広場を美しくする柱廊は古代の建造物の記憶を留めている。
広場にはローマ皇帝の浴場の翼廊を利用したサンタ・マリア・デリ・アンジェリ・エ・デイ・マルティーリ聖堂（ミケランジェロが微温浴室を翼廊としたギリシア十字形の広い教会）が面している。

## ナイアディの泉

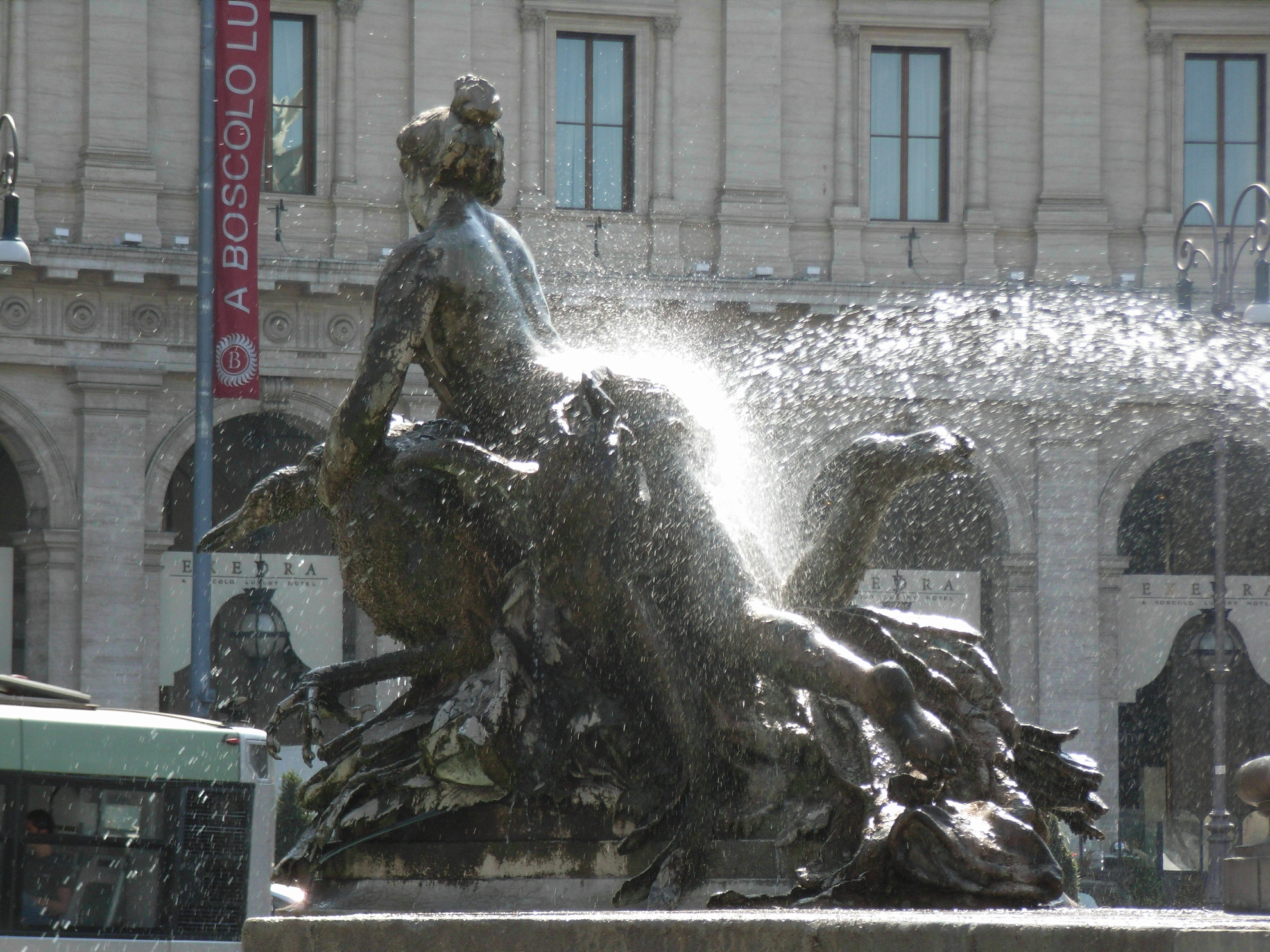
地下水の妖精

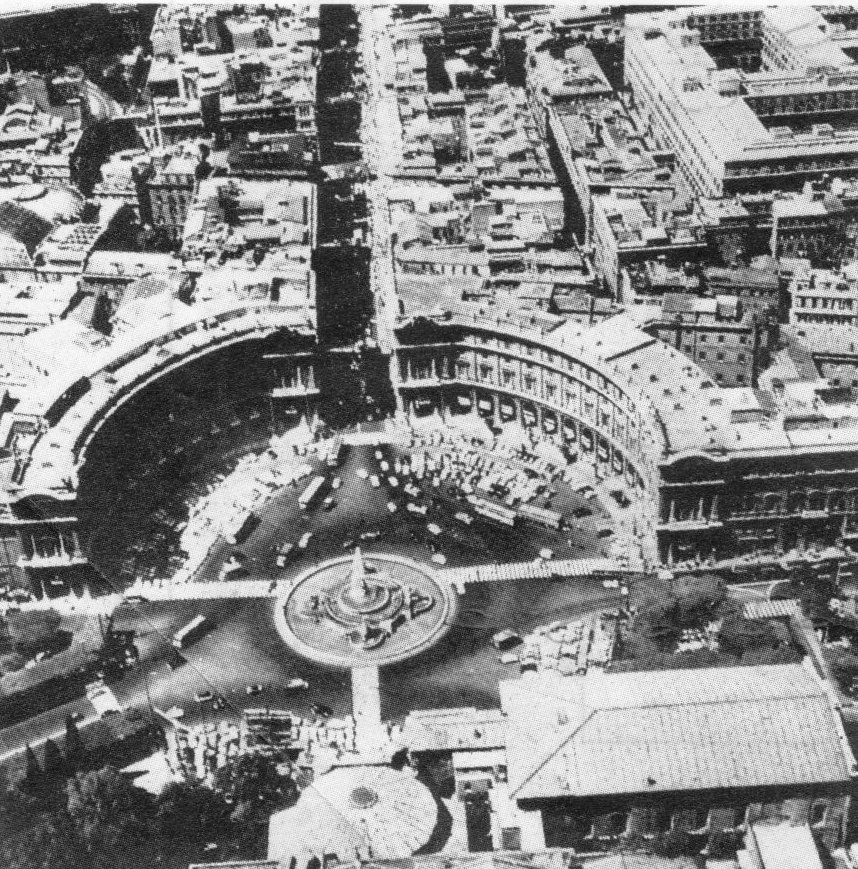
Aerial view of the Piazza

広場の中央にある「ナイアディの泉」(Fontana delle Naiadi) は、元市長のフランチェスコ・ルテッリの曽祖父でパレルモ出身のマリオ・ルテッリによるもの。
ナイアディはそれぞれ、白鳥を掴んでいることで判別できる「湖の妖精」、川の怪物の上で横になる「川の妖精」、海の象徴の馬の背中に乗る「大洋の妖精」、不思議な竜の上に立つ「地下水の妖精」を表現している。
中央には自然の脅威に対する人の支配を象徴した「グラウコ」（1912年）の集団がある。
その水はローマの水道でも有名なマルチア水道を水源としていて、実際以前1870年にはピウス9世のピア水道の泉がここに完成していた。

## 関連書籍
- Touring Club Italiano, Roma, collana L'Italia (guide rosse), Roma 2004
- Willy Pocino, Le curiosità di Roma, Newton & Compton Editori, Roma 2004, ISBN 8854100102

## 交通
|  | 最寄り駅は、「レプッブリカ駅」。 |

座標: 北緯41度54分10秒 東経12度29分46秒 / 北緯41.90278度 東経12.49611度